# 에디 (프로게이머)
에디(본명: Ady, 2003년 3월 27일~)는 대한민국의 리그 오브 레전드 프로게이머로 아이디는 Ady이다. 포지션은 탑이다. 현재 농심 레드포스 소속이다.

## 아마추어 경력
아마추어 시절 리그 오브 레전드 솔로 랭크의 천상계 랭커로 인지도를 얻었다. 인터넷 방송인으로도 활동을 했으며 트위치에서 스트리머로도 활동을 했다.
2024년 2월 21일, 솔로랭크 게임 진행 중 같은 팀에 매칭이 된 쵸비와의 갈등이 있었고 씨맥이 이를 중재하는 과정에서 화제를 모으기도 했다.

## 선수 경력
2024년 5월, 농심 레드포스의 2군 탑라이너로 영입되었다.

## 소속팀
| # | 팀명          | 소속 기간   | 소속 리그 |
| - | ------------- | ----------- | --------- |
| 1 | 농심 레드포스 | 2024.05.23~ | LCK       |